# Rara du Paraguay
Phytotoma rutila
Espèce
Statut de conservation UICN

 LC  : Préoccupation mineure
Le  Rara du Paraguay (Phytotoma rutila) est une espèce de passereaux de la famille des Cotingidae.

## Taxinomie
D'après Alan P. Peterson, cette espèce est constituée des deux sous-espèces suivantes :
- Phytotoma rutila angustirostris  Orbigny & Lafresnaye 1837
- Phytotoma rutila rutila  Vieillot 1818